# ريغيس-برايتينغن
رغيس برايتينغن (بالألمانية: Regis-Breitingen) هي بلدة ألمانية تقع في ألمانيا في ساكسونيا. يقدر عدد سكانها بـ 4,270 نسمة .

## المدن التوأمة
مدينة شبايشينغن هي مدينة توأمة لـرغيس برايتينغن.